# Walter Plaikner
Walter Plaikner (Chienes, 24 ottobre 1951) è un ex slittinista italiano, vincitore di una medaglia d'oro olimpica nel doppio a Sapporo 1972.

## Biografia
Ha gareggiato esclusivamente nella specialità del doppio e sempre in coppia con Paul Hildgartner. Ha preso parte a due edizioni dei Giochi olimpici invernali: a Sapporo 1972 ha conquistato la medaglia d'oro ex aequo con il duo della Germania Est formato da Horst Hörnlein e Reinhard Bredow. Si è ritirato dalle competizioni all'indomani dell'undicesimo posto ottenuto ad Innsbruck 1976, gara alla quale aveva rischiato di non partecipare a causa di una fastidiosa influenza.
In carriera ha conquistato altresì una medaglia d'oro ed una di bronzo campionati mondiali, nonché due titoli europei.
Ha fatto parte dello staff tecnico della nazionale italiana di slittino sino al termine della stagione 2012/13 prima di dimettersi dall'incarico per passare alla squadra della nazionale russa.

## Palmarès

### Olimpiadi
- 1 medaglia:
  - 1 oro (doppio a Sapporo 1972).

### Mondiali
- 2 medaglie:
  - 1 oro (doppio a Valdaora 1971);
  - 1 bronzo (doppio ad Oberhof 1973).

### Europei
- 2 medaglie:
  - 2 ori (doppio ad Imst 1971; doppio ad Imst 1974).